# 52271 Лекорбюзьє
52271 Лекорбюзьє (52271 Lecorbusier) — астероїд головного поясу, відкритий 8 вересня 1988 року.
Тіссеранів параметр щодо Юпітера — 3,361.
Названо на честь Ле Корбюзьє, французького архітектора